# Johnny Dähne
Johnny Dähne (* 30. Januar 1982) ist ein deutscher Handballspieler.

## Karriere
Der Torwart begann seine Karriere beim TV Werther und wechselte als A-Jugendlicher zum TuS 97 Bielefeld-Jöllenbeck. Anfang der 2000er Jahre spielte Dähne für die TSG Altenhagen-Heepen und den TuS Spenge über 100 Mal in der 2. Bundesliga. Später war er acht Jahre lang bei der TSG Harsewinkel aktiv und stieg mit der Mannschaft von der Verbandsliga in die Oberliga Westfalen auf. Er kehrte Ende der 2010er Jahre zur TSG Altenhagen-Heepen zurück und stieg im Jahre 2021 mit der Mannschaft in die 3. Liga auf. Daraufhin wechselte Dähne zum Oberligisten Sportfreunde Loxten aus Versmold und schloss sich ein Jahr später der HSG Spradow aus Bünde an. Im September 2023 wechselte Dähne zum TV Verl.
Johnny Dähne war ebenfalls im Beachhandball aktiv und wurde mit den Sand Devils aus Minden im Jahre 2016 deutscher Meister. Außerdem spielte er in der deutschen Beachhandball-Nationalmannschaft. Er wirkte ferner als Torwarttrainer beim ASV Hamm-Westfalen.

## Privates
Johnny Dähne arbeitet hauptberuflich als freier Journalist.